# Targòvixte
Targòvixte (en búlgar: Търговище) és una ciutat de 37.642 habitants situada a Bulgària, capital de la província de Tărgovište, i a 170 m sobre el nivell del mar. La localitat es troba al sud de les muntanyes de Preslav, a la riba del riu Vrana. 339 kilòmetres separen la ciutat de la capital del país, Sofia.

## Etimologia
A banda d'aquesta localitat búlgara, Tărgovište és el nom d'altres dues ciutats, situades a Romania i Sèrbia. Les diferències ortogràfiques derivades dels diversos idiomes són les que diferencien totes tres localitats. Així, la romanesa és coneguda com a Târgovişte, i està agermanada amb la ciutat búlgara.
El nom és d'origen eslau, format a partir de l'arrel tǎrg ("comerç" o "mercat") i el sufix -ište, topònim; així doncs, el nom de la ciutat es pot traduir com a Lloc del mercat o Centre del comerç.

## Història
La ciutat de Tărgovište ha estat des de bon principi un important mercat. Així, entre els segles xviii i xix la zona es va convertir en un famós mercat d'animals i productes artesanals, anomenat Eski-Djumaia.
Un cop finalitzada la Segona Guerra Mundial, Tărgovište va iniciar el seu desenvolupament industrial. Nombroses fàbriques de bateries d'automòbil i maquinària per a la indústria alimentària es van assentar a la localitat. Posteriorment, la indústria se centrà en el mobiliari i el sector tèxtil, que comparteixen actualment el mercat amb la principal productora de vi del país.
La ciutat també destaca com a important centre cultural. L'any 2000 els arqueòlegs van trobar a prop de la ciutat les restes d'una antiga ciutat romana coneguda com a Missionis (Мисионис).

## Llocs d'interès
D'entre altres emplaçaments, a Tărgovište destaquen:
- Església de la Dormició de Maria
- Església de Sant Joan de Rila

## Ciutats agermanades
- Cottbus, Alemanya
- Kozani, Grècia
- Santa Maria da Feira, Portugal
- Smolensk, Rússia
- Suresnes, França
- Târgovişte, Romania
- Waterloo, Estats Units d'Amèrica